# ایسوار ای‌ام‌پی-۴۰ سیمبا
ایسوار ای‌ام‌پی-۴۰ سیمبا (به انگلیسی: Issoire_APM_40_Simba) یک هواگرد ملخ‌پیشین تک‌موتوره از نوع ترابری غیرنظامی ساخت شرکت Issoire Aviation است. هواگرد ایسوار ای‌ام‌پی-۴۰ سیمبا نخستین پروازش را در ۱۹ مه ۲۰۰۹ میلادی انجام داد.